# Lettreur
En bande dessinée, le lettreur est la personne qui écrit les textes dans les phylactères, et parfois dessine les onomatopées ou le logo d'une série. 

## Lettrage manuel
Le lettrage est effectué avec les outils adéquats, qui peuvent varier selon le lettreur, le format. Il est généralement effectué à la plume. Le lettreur trace au crayon des portées qui délimitent le haut et le bas des lettres, de manière à obtenir un espacement régulier du texte. Dans la majorité des cas le lettrage se fait en capitales, ce qui élimine les ascendantes et descendantes et permet un interlignage resserré, les lettres ayant alors une chasse (largeur) suffisante pour permettre une bonne lecture. Toutes les lettres sont accentuées et le plus souvent, contrairement à la règle typographique, on met des points sur les I capitales. D’autres auteurs préfèrent utiliser un lettrage avec majuscules et bas de casse.
Malgré la prédominance du lettrage par ordinateur, certains auteurs continuent à préférer un lettrage manuel, principalement pour des raisons d'harmonie graphique. Les variations et même les imperfections formelles de l’écriture participent à la personnalité globale de la page.

## Lettrage par ordinateur
Le lettrage est aujourd'hui principalement effectué par ordinateur, en utilisant généralement des polices type comic qui conservent l’aspect de l’écriture manuscrite, parfois des polices spécifiquement créées à partir de l’écriture du dessinateur. Le procédé a l’avantage d’une plus grande régularité visuelle, de permettre plus facilement les retouches et corrections, le bon calage du texte, et les traductions en d’autres langues, sans intervenir sur la planche originale.
En Europe, le lettreur est le plus souvent le dessinateur de l'album. Certains auteurs ou éditeurs grands publics travaillent cependant avec un lettreur : Tardi et Anne Delobel, Christophe Arleston et Guy Mathias ; Philippe Druillet et Dominique Amat ;  les éditions Dupuis et Philippe Glogowski ; les éditions Cornélius et le typographe Jean-François Rey (d)  ; Cédric Vincent (dit Moscow ☆ Eye) pour les adaptations de comics chez Delcourt ; Bakayaro! pour les adaptations de mangas chez Glénat ; etc. Dans les comics, le lettrage fait le plus souvent l'objet d'un traitement spécifique, par un spécialiste, et les plus grands prix américains, comme les Eisner ou Harvey Awards possèdent un prix du « meilleur lettreur ».